# Mathilde Weber
Mathilde Weber, nata Mathilde Wolters, per i successivi matrimoni anche Mathilde Muthig e Mathilde Vogtmann (Dinslaken, 4 giugno 1909 – Neuhäusel, 6 agosto 1996) è stata un medico tedesco, primario dell'Idsteiner Kalmenhof dal 1939 al 1944, fu significativamente coinvolta negli omicidi nazisti.

## Biografia
È cresciuta in una rigida famiglia cattolica a Dinslaken, sul Basso Reno. Suo padre era un funzionario della Reichsbahn. Frequentò la scuola secondaria femminile a Dinslaken, poi passò alla scuola conventuale domenicana di Euskirchen.
Nel 1931 si diplomò al liceo e iniziò a studiare medicina all'Università di Bonn, terminando questi studi nel 1938 con una valutazione "sufficiente". Dopo l'anno di tirocinio obbligatorio presso la clinica universitaria di Bonn e sei mesi di ricerca, è arrivata al Kalmenhof come assistente medico il 28 giugno 1939.
All'inizio le era permesso solo di svolgere attività amministrative. Il primario, dal 1º agosto 1938 Hans Bodo Gorgaß, le aveva proibito di curare i pazienti date le sue qualifiche inadeguate. Quando fu arruolata nella Wehrmacht nel dicembre 1939, tuttavia, assunse la direzione medica al suo posto e da allora usò un dottorato, che di fatto non aveva acquisito.
Nel 1939 il numero di morti a Kalmenhof aumentò rapidamente. Fino a quest'anno i decessi erano la rara eccezione, ma con lei erano diventati la regola. Il 10 maggio 1944 lasciò per colpa della tubercolosi. Fu seguita come medico da Hermann Wesse fino alla fine della guerra, dove prese nuovamente il suo posto dopo le vacanze del dicembre 1944 e del gennaio 1945.

### Dopoguerra
Il 30 gennaio 1947, Mathilde Weber fu condannata a morte dalla 4ª sezione penale del tribunale regionale di Francoforte "per omicidio in un numero imprecisato di casi". La scena del delitto era il Kalmenhof a Idstein. Nel secondo processo del 1949 divenne “complice di omicidio in un numero imprecisato di casi”, questa volta punito con tre anni e sei mesi di reclusione. La durata della sua detenzione è stata ridotta, grazie a una campagna di firme e del sostegno del magistrato di Idsteiner, dopo che i due terzi della pena erano già stati scontati, il resto della pena è stata revocata nell'ambito di un indulto. Ha sposato suo cognato, il medico del campo di concentramento e Sturmbannführer Julius Muthig. In un primo momento aveva lavorato per lui dal 1954 in poi come assistente d'ufficio. Nel 1960 avrebbe chiesto con successo l'autorizzazione per tornare ad esercitare come medico. Ha vissuto in gran parte indisturbata a Idstein nelle vicinanze di Kalmenhof fino al 1994 e poi si è trasferita a Neuhäusel.